# Wolfgang Wickler

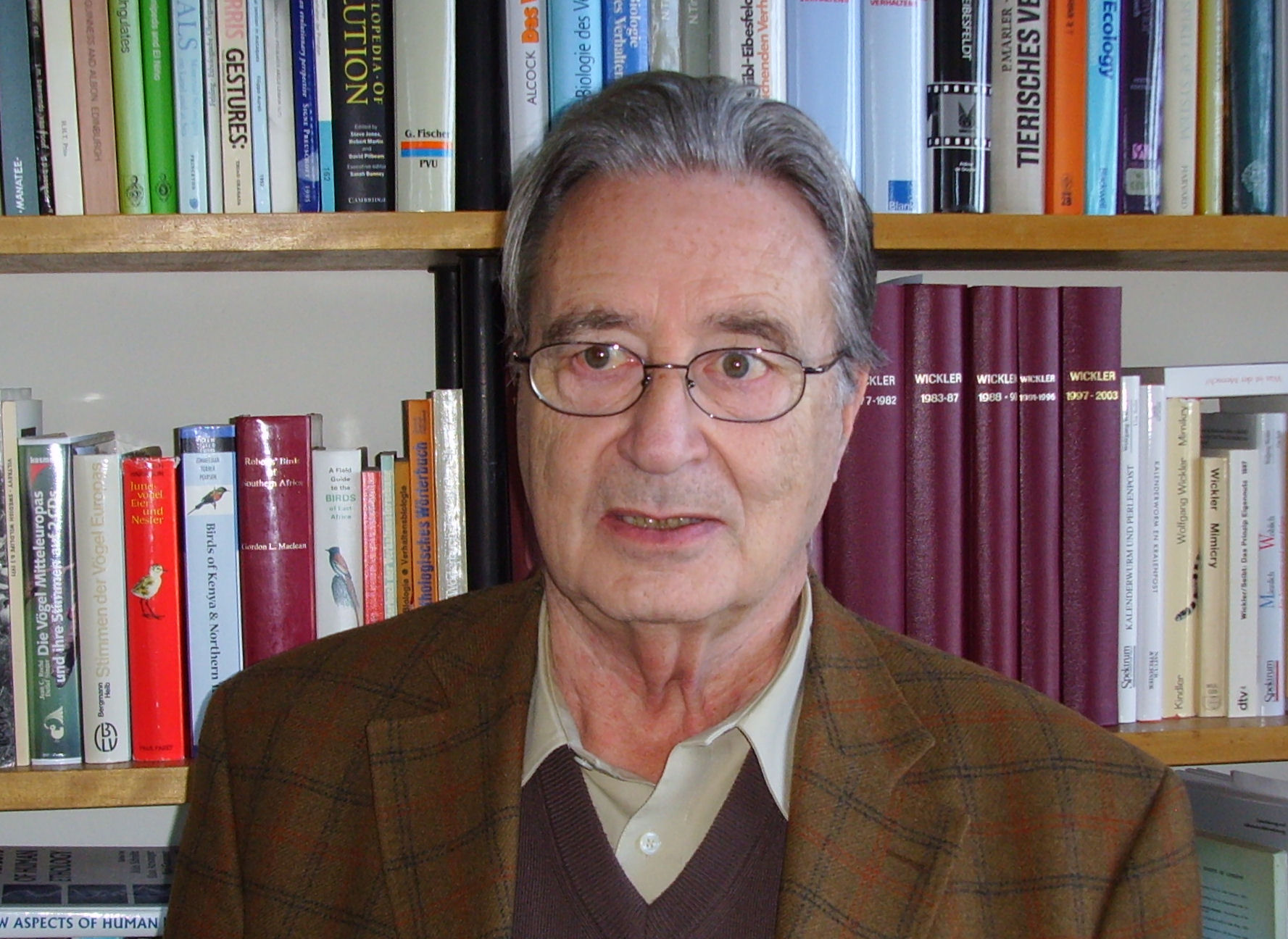
Wolfgang Wickler (2009)

Wolfgang Wickler (* 18. November 1931 in Berlin; † 12. Januar 2024 in Hanfeld) war ein deutscher Zoologe, Verhaltensforscher und Publizist. Er wurde 1973 zum Wissenschaftlichen Mitglied der Max-Planck-Gesellschaft berufen und leitete als Direktor die Ethologische Abteilung am Max-Planck-Instituts für Verhaltensphysiologie in Seewiesen bei Starnberg. Auch nach seiner Emeritierung (1999) blieb er dem Institut in Seewiesen eng verbunden und sorgte u. a. für dessen reibungslose Überleitung in das damals neu entstehende Max-Planck-Institut für Ornithologie.

## Werdegang
Nach dem Abitur 1951 studierte Wolfgang Wickler Biologie und ging danach als Stipendiat an das Max Planck-Institut für Verhaltensphysiologie, wo Konrad Lorenz und Erich von Holst seine Lehrer waren. Nach einer Doktorarbeit über das Verhalten von Grundfischen war er ab 1960 wissenschaftlicher Assistent in Seewiesen, und er habilitierte sich schließlich 1969 an der Universität München. Dort erhielt er 1976 auch die Berufung zum außerplanmäßigen Professor an der naturwissenschaftlichen Fakultät; bereits 1970 hatte er an der katholisch-theologischen Fakultät eine Lehrbeteiligung für biologische Grundlagen von Moralauffassungen des Menschen zugesprochen bekommen.
Wicklers Spezialgebiet war die Rekonstruktion der Stammesgeschichte von Tiergemeinschaften sowie die Analyse der Kommunikation bei Tieren. Unter anderem untersuchte er die „Dialekte“ von Vögeln, schon 1968 entstand aber auch ein bis ins Jahr 2002 allein im deutschen Sprachraum stehendes Buch über Mimikry. Zu den Forschungsgebieten seiner Abteilung am Max Planck-Instituts für Verhaltensphysiologie gehörten ferner Studien über das Sozialverhalten von Spinnen und Heuschrecken, über Nahrungserwerb, Fortpflanzung und Paarbildung bei Garnelen sowie eher philosophisch geprägte Publikationen zur „biologischen Argumentation“ im Zusammenhang mit ethischen Fragen (u. a. 1971 Die Biologie der zehn Gebote).
1968 war er Co-Autor einer Studie, aus deren Befunden die Einführung der neuen Familie der Blaubarsche (Badidae) hervorging.
Große Beachtung in einer breiten Öffentlichkeit fand 1981 das von Wickler gemeinsam mit Uta Seibt verfasste, soziobiologisch geprägte Buch Das Prinzip Eigennutz sowie 1983 das (wiederum mit Uta Seibt verfasste) Buch Männlich – weiblich. Ein Naturgesetz und seine Folgen. Im Mittelpunkt beider Bücher stand die Evolution des Verhaltens, die Leitfrage wurde so formuliert: „Wie müsste das Verhalten der Lebewesen beschaffen sein, wenn die Evolutionstheorie stimmt?“ Vorgehalten wurde ihnen jeweils, dass kulturelle Einflüsse auf das Verhalten der Menschen in ihren Veröffentlichungen zwar nicht geleugnet, aber allenfalls am Rande beachtet würden.
Im November 1997 beschloss der Senat der Max-Planck-Gesellschaft, mit der Emeritierung von Wolfgang Wickler zum 30. November 1999 die Schließung des Max-Planck-Instituts für Verhaltensphysiologie. Die ornithologische Forschung wird seitdem in einem Max-Planck-Institut für Ornithologie (Erling-Andechs, Radolfzell und Seewiesen) fortgesetzt.
Wolfgang Wickler gehörte bereits Ende der 1980er-Jahre zu den offensivsten Kritikern der Instinkttheorie seines Mentors Konrad Lorenz.
Wolfgang Wickler war ab 1956 mit Agnes Oehm (1929–2018) verheiratet, hatte vier erwachsene Kinder und betätigte sich auch als Organist.

## Veröffentlichungen (Auswahl)
- Ursprung und biologische Deutung des Genitalpräsentierens männlicher Primaten. In: Zeitschrift für Tierpsychologie. Band 23, Nr. 4, 1966, S. 422–437, doi:10.1111/j.1439-0310.1966.tb01605.x.
- Mimikry. Nachahmung und Täuschung in der Natur. München 1968.
- Sind wir Sünder? Naturgesetze der Ehe. Mit einer Einführung von Konrad Lorenz. München 1969.
- Antworten der Verhaltensforschung. München 1970.
- Verhalten und Umwelt. Hoffmann und Campe, Hamburg 1972.
- mit Uta Seibt (Hrsg.): Vergleichende Verhaltensforschung. Hamburg 1973 (Reader).
- Stammesgeschichte und Ritualisierung. Zur Entstehung tierischer und menschlicher Verhaltensmuster. München 1975.
- Die Biologie der Zehn Gebote. Warum die Natur für uns kein Vorbild ist. München 1991 (Neuausgabe).
- mit Uta Seibt: Das Prinzip Eigennutz. Zur Evolution sozialen Verhaltens. München / Zürich 1991 (Neuausgabe).
- mit Uta Seibt: Männlich Weiblich. Ein Naturgesetz und seine Folgen. Heidelberg / Berlin 1998 (Neuausgabe).
- mit Uta Seibt: Kalenderwurm und Perlenpost. Biologen entschlüsseln ungeschriebene Botschaften. Heidelberg / Berlin 1998.
- Wissenschaft auf Safari: Verhaltensforschung als Beruf und Hobby. Berlin 2017, ISBN 978-3-662-49957-3, doi:10.1007/978-3-662-49958-0.
- Reisenotizen. 57 Episoden über Ansichten, Absichten und Hirngespinste. Berlin 2020, ISBN 978-3-662-61995-7.

## Belege
1. ↑  Traueranzeige in der Süddeutschen Zeitung vom 17. Januar 2024, abgerufen am 17. Januar 2024
2. ↑  Wolfgang Wickler im Munzinger-Archiv (Artikelanfang frei abrufbar)
3. ↑  Geschichte des Standorts Seewiesen der Max-Planck-Gesellschaft (Memento vom 13. Juni 2015 im Internet Archive). Im Original publiziert auf den Webseiten des Max-Planck-Instituts für Ornithologie.
4. ↑  George W. Barlow, Karel F. Liem und Wolfgang Wickler: Badidae, a new fish family – behavioural, osteological, and developmental evidence. In: Journal of Zoology. Band 156, Nr. 4, 1968, S. 415–447, doi:10.1111/j.1469-7998.1968.tb04363.x.
5. ↑  Das Prinzip Eigennutz, Vorwort
6. ↑  Wolfgang Wickler: Von der Ethologie zur Soziobiologie. In: Jost Herbig, Rainer Hohlfeld (Hrsg.): Die zweite Schöpfung. München 1990, S. 176.
7. ↑  Traueranzeige in der Süddeutschen Zeitung vom 24. August 2018.

| Personendaten    | Personendaten                                       |
| ---------------- | --------------------------------------------------- |
| NAME             | Wickler, Wolfgang                                   |
| KURZBESCHREIBUNG | deutscher Zoologe, Verhaltensforscher und Publizist |
| GEBURTSDATUM     | 18. November 1931                                   |
| GEBURTSORT       | Berlin                                              |
| STERBEDATUM      | 12. Januar 2024                                     |
| STERBEORT        | Hanfeld                                             |